# Mineralizacja (fizjologia)
Mineralizacja – w fizjologii oznacza zawartość substancji mineralnych w tkankach (np. mineralizacja kości, zębów) i płynach ustrojowych (np. mineralizacja krwi). Brak odpowiedniej mineralizacji krwi może powodować poważne choroby układu krwionośnego. Podobnie deficyt jonów wapniowych w kościach i zębach skutkuje osłabieniem ich struktury, co często jest jedną z faz osteoporozy. Stwierdzenie takiego deficytu wymaga zwykle interwencji w postaci podawania sztucznych preparatów wspomagających odpowiednią mineralizację tych tkanek.
Mineralizacja oznacza też sam proces wzrostu zawartości składników mineralnych, a proces przeciwny nazywa się demineralizacją. Ponowna mineralizacja zdemineralizowanych tkanek to remineralizacja.